# Guéret
Guéret város Franciaország középső részén, Új-Aquitania régióban, Creuse megye székhelye. Lakosainak száma 12 814 fő (2022. január 1.). Guéret La Chapelle-Taillefert, Savennes, Saint-Christophe, Sainte-Feyre, Saint-Fiel, Saint-Léger-le-Guérétois és Saint-Sulpice-le-Guérétois községekkel határos.

## Története
Keletkezését a 7. században egy búcsújáró helynek köszönheti.

## Demográfia
| Év   | Lakosság |
| ---- | -------- |
| 1793 | 3 379    |
| 1800 | 3 125    |
| 1806 | 3 434    |
| 1821 | 4 014    |
| 1831 | 3 921    |
| 1841 | 4 849    |
| 1846 | 5 404    |
| 1851 | 5 033    |
| 1856 | 5 150    |

| Év   | Lakosság |
| ---- | -------- |
| 1861 | 5 139    |
| 1866 | 5 136    |
| 1872 | 5 725    |
| 1876 | 5 859    |
| 1881 | 6 749    |
| 1886 | 7 065    |
| 1891 | 7 799    |
| 1896 | 7 457    |

| Év   | Lakosság |
| ---- | -------- |
| 1901 | 8 083    |
| 1906 | 8 058    |
| 1911 | 8 281    |
| 1921 | 7 963    |
| 1926 | 7 984    |
| 1931 | 7 890    |
| 1936 | 8 789    |
| 1946 | 10 192   |

| Év   | Lakosság |
| ---- | -------- |
| 1954 | 10 131   |
| 1962 | 11 384   |
| 1968 | 12 849   |
| 1975 | 14 855   |
| 1982 | 15 720   |
| 1990 | 14 706   |
| 1999 | 14 123   |
| 2007 | 14 066   |

## Látnivalók
- Szent Péter és Pál templom - a XIII. századból.
- Hotel de Moneyroux - régi nevén château des Comtes de la Marche, kastély a XV. századból.
- Musée de la Sénatorerie
- Az első világháború áldozatainal emlékére állított szobor.

## Testvérvárosok
- Németország - Stein, 1991 óta.